# Văn học Tây Ban Nha

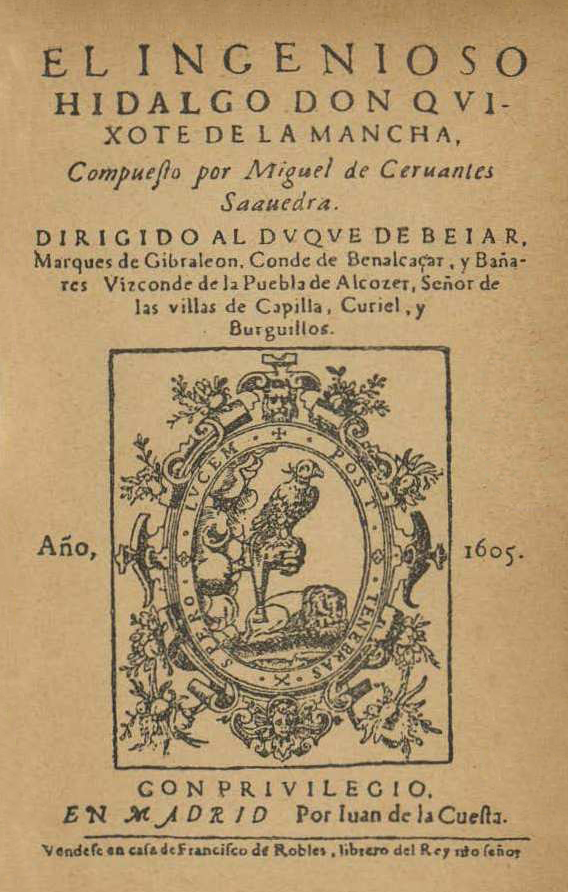
Don Quixote của Cervantes được coi là tác phẩm tiêu biểu nhất trong các kinh điển của văn học Tây Ban Nha và một tác phẩm cổ điển của văn học phương Tây.

Văn học Tây Ban Nha thường đề cập đến các thể loại văn học (thơ, văn xuôi và kịch) tiếng Tây Ban Nha) được viết bằng ngôn ngữ Tây Ban Nha trong lãnh thổ hiện nay tạo thành Vương quốc Tây Ban Nha. Sự phát triển của nó trùng khớp và thường xuyên giao thoa với các truyền thống văn học khác từ các vùng trong cùng lãnh thổ, đặc biệt là văn học Catalan, Galicia giao thoa với các truyền thống văn học Latin, Do Thái và Ả Rập của bán đảo Iberia. Văn học của Tây Ban Nha Mỹ là một nhánh quan trọng của văn học Tây Ban Nha, với những đặc điểm riêng của nó có từ những năm đầu tiên của cuộc chinh phạt châu Mỹ của Tây Ban Nha (xem văn học Mỹ Latinh).

## Tổng quan
Cuộc chinh phục và chiếm đóng của La Mã trên bán đảo Iberia bắt đầu từ thế kỷ thứ 3 TCN đã mang một nền văn hóa Latin đến các vùng lãnh thổ Tây Ban Nha. Sự xuất hiện của những kẻ xâm lược Hồi giáo vào năm 711 CE đã mang lại các nền văn hóa ở Trung và Viễn Đông. Trong văn học Tây Ban Nha thời Trung cổ, những ví dụ được ghi lại sớm nhất về văn học dựa trên Lãng mạn bản địa pha trộn văn hóa Hồi giáo, Do Thái và Kitô giáo. Một trong những tác phẩm đáng chú ý là bài thơ sử thi Cantar de Mio Cid, được viết vào năm 1140. Văn xuôi Tây Ban Nha đã trở nên phổ biến vào giữa thế kỷ thứ mười ba. Thơ trữ tình trong thời trung cổ bao gồm những bài thơ phổ biến và thơ lịch sự của các quý tộc. Trong thế kỷ 15, thời kỳ tiền Phục hưng xảy ra và lượng các tác phẩm văn học tăng lên rất nhiều. Trong các chủ đề quan trọng của thời Phục hưng là thơ, văn học tôn giáo và văn xuôi.
Vào thế kỷ 16, các tiểu thuyết đầu tiên của Tây Ban Nha đã xuất hiện, Lazarillo de Tormes và Guzmán de Alfarache. Trong kỷ nguyên Baroque của thế kỷ 17, các tác phẩm quan trọng là văn xuôi của Francisco de Quevedo và Baltasar Gracián. Một tác giả đáng chú ý là Miguel de Cervantes Saattedra, nổi tiếng với kiệt tác Don Quixote de la Mancha. Trong cuốn tiểu thuyết này, Cervantes đã củng cố hình thức văn học mà tiểu thuyết picaresque đã thiết lập ở Tây Ban Nha thành một câu chuyện hư cấu trở thành khuôn mẫu cho nhiều tiểu thuyết gia trong suốt lịch sử văn học Tây Ban Nha.
Trong kỷ nguyên Khai sáng của thế kỷ 18, các tác phẩm đáng chú ý bao gồm văn xuôi của Feijoo, Jovellanos và Cadalso; lời bài hát của Juan Meléndez Valdés, Tomás de Iriarte và Félix María Samaniego), và nhà hát, với Leandro Fernández de Moratín, Ramón de la Cruz, và Vicente García de la Huerta. Trong chủ nghĩa lãng mạn (đầu thế kỷ 19) các chủ đề quan trọng là: thơ của Jose de Espronceda và các nhà thơ khác; văn xuôi; nhà hát, với Ángel de Saattedra (Công tước Rivas), Jose Zorrilla, và các tác giả khác. Trong Chủ nghĩa hiện thực (cuối thế kỷ 19), pha trộn với Chủ nghĩa Tự nhiên, các chủ đề quan trọng là tiểu thuyết, với Juan Valera, José María de Pereda, Benito Pérez Galdós, Emilia Pardo Bazán, Leopoldo Alas (Clarín), Armando Palacio Valdés, Vicente Blasco Ibáñez; thơ, với Ramón de Campoamor, Gaspar Núñez de Arce, và các nhà thơ khác; nhà hát, với Jose Echegaray, Manuel Tamayo y Baus, và các nhà soạn kịch khác; và các nhà phê bình văn học, đặc biệt là Menéndez Pelayo.
Trong Chủ nghĩa hiện đại, một số dòng chảy xuất hiện: Chủ nghĩa Parnasian, Chủ nghĩa tượng trưng, Chủ nghĩa vị lai và Chủ nghĩa sáng tạo. Sự phá hủy hạm đội của Tây Ban Nha tại Cuba vào năm 1898 đã gây ra một cuộc khủng hoảng ở Tây Ban Nha. Một nhóm các nhà văn trẻ, trong đó có Miguel de Unamuno, Pío Baroja và José Martínez Ruiz (Azorín), đã thay đổi hình thức và nội dung văn học. Vào năm 1914, năm bùng nổ của Chiến tranh thế giới thứ nhất và xuất bản tác phẩm lớn đầu tiên của giọng nói hàng đầu thế hệ, số nhà văn trẻ hơn một chút của Jose Ortega y Gasset đã thiết lập vị trí của riêng mình trong văn hóa Tây Ban Nha. Tiếng nói hàng đầu bao gồm các nhà thơ Juan Ramón Jiménez, các bài nghiên cứu và viết tiểu luận Ramón Menéndez Pidal, Gregorio Maranon, Manuel Azaña, Eugeni d'ORS, và Ortega y Gasset, và những tiểu thuyết gia Gabriel Miró, Ramón Pérez de Ayala, và Ramón Gómez de la Serna. Khoảng năm 1920, một nhóm các nhà văn trẻ, hầu hết các nhà thơ, đã bắt đầu xuất bản các tác phẩm mà từ khi bắt đầu cho thấy mức độ mà các nghệ sĩ trẻ đang tiếp thu thử nghiệm văn học của các nhà văn vào năm 1898 và 1914. Các nhà thơ đã gắn chặt với kinh viện hình thức. Những người viết tiểu thuyết như Stewamín Jarnés, Rosa Chacel, Francisco Ayala và Ramón J. Sender cũng không kém phần thử nghiệm và mang tính học thuật.
Nội chiến Tây Ban Nha đã có một tác động tàn phá đối với văn học Tây Ban Nha. Trong số ít các nhà thơ và nhà văn nội chiến, Miguel Hernández nổi bật. Trong thời kỳ độc tài đầu tiên (1939-1955), với nền văn học đã đi theo tầm nhìn phản động của nhà độc tài Francisco Franco về một thời kỳ hoàng kim thứ hai của Công giáo Tây Ban Nha. Vào giữa những năm 1950, giống như với cuốn tiểu thuyết, một thế hệ mới chỉ trải qua cuộc Nội chiến Tây Ban Nha thời thơ ấu đã đến độ chín. Đến đầu những năm 1960, các tác giả Tây Ban Nha đã tiến tới một thử nghiệm văn học không ngừng nghỉ. Khi Franco qua đời năm 1975, công việc quan trọng của việc thiết lập nền dân chủ đã có tác động ngay lập tức đối với các lá thư Tây Ban Nha. Trong nhiều năm tiếp theo, rất nhiều nhà văn trẻ mới, trong đó có Juan Jose Millás, Rosa Montero, Javier Marías, Luis Mateo Díez, José María Merino, Félix de Azúa, Cristina Fernández Cubas, Enrique Vila-Matas, Carme Riera, sau này Antonio Muñoz Molina và Almudena Grandes, sẽ bắt đầu tạo ra một vị trí nổi bật cho mình trong lĩnh vực văn hóa Tây Ban Nha.